# دهستان اشکور سفلی
دهستان اشکور سفلی نام دهستانی در بخش رحیم‌آباد شهرستان رودسر، استان گیلان در ایران است. براساس سرشماری مرکز آمار ایران در سال ۱۳۸۵، جمعیت آن ۴۸۴۲ نفر (۱۴۴۸ خانوار) بوده‌است.